# 쇼미즈

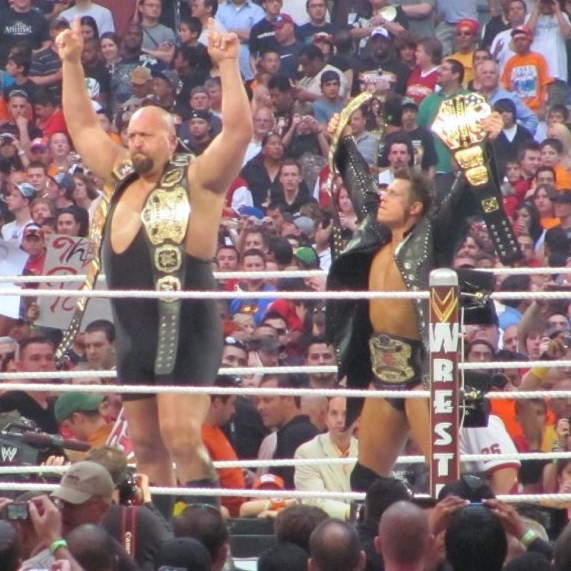

쇼미즈(Shomiz)는 WWE의 태그팀이었다. 구성 멤버는 빅 쇼와 더 미즈 둘 뿐이다. 기간은 2010년 1월 18일부터 4월 26일까지, 3개월 동안이었다.(해체)

## 결성,태그팀 챔피언 활약,해체
2010년 1월 18일에서 당시 유나이티드 스테이츠 챔피언인 더 미즈와 빅쇼가 3자팀 간의 태그팀 챔피언십 매치에서 스트레이트 에지 소사이어트' (CM 펑크와루크 갤로우스),D 제네레이션 X (숀 마이클스와트리플 H)(c)와의 대결에서 그 두 팀을 이겨서 통합 태그팀 챔피언십에 등극함과 동시에 쇼 미즈라는 태그팀으로 결성한다. 2010년 로얄럼블에는 M.V.P.(당시 파트너는 마크 헨리)를 이겨서 유나이티드 스테이츠 챔피언십을 방어하였고, 일리미네이션 체임버에서도 방어하였다. 그리고 레슬매니아 XXVI에서는 태그팀 챔피언 방어전에서 존 모리슨과 R-트루스가 도전하지만, 쇼미즈가 타이틀을 방어하였다. 하지만 익스트림 룰즈에서는 건틀렛 방식의 태그팀 매치에서 브렛 하트와 함께하는 하트 다이너스티에게 챔피언십을 빼앗겼다. 결국 다음날인 4월 26일 RAW에서 해단식을 가지게 되었고 빅쇼가 미즈에게 K.O.펀치를 날려 버린후 해체되었다. (그 후,빅쇼는 스맥다운으로 이적,선역으로 전환하면서 잭 스웨거부터 대립하였다.)

## 수상
- 월드 태그팀 챔피언십 - 1회
- WWE 태그팀 챔피언십 - 1회